# Camillo Vittorino Facchinetti
Camillo Vittorino Facchinetti OFM (* 12. Mai 1883 in Gorlago, Königreich Italien; † 25. Dezember 1950) war ein italienischer Ordensgeistlicher und römisch-katholischer Apostolischer Vikar von Tripolis.

## Leben
Camillo Vittorino Facchinetti empfing am 23. Februar 1907 das Sakrament der Priesterweihe für die Ordensgemeinschaft der Franziskaner.
Am 9. März 1936 wurde er zum Titularbischof von Nicius und zum Apostolischen Vikar von Tripolitana ernannt. Die Bischofsweihe spendete ihm am 26. April desselben Jahres der Erzpriester der Papstbasilika Santa Maria Maggiore, Angelo Kardinal Dolci; Mitkonsekratoren waren der Apostolische Vikar von Kyrenaika, Bischof Candido Domenico Moro OFM, und der Apostolische Vikar von Sianfu, Pacifico Giulio Vanni OFM.
Am 22. Juni 1939 verlor das Apostolische Vikariat Tripolitana einen Teil seines Territoriums zugunsten der Errichtung der Apostolischen Präfektur Misrata und erhielt gleichzeitig seinen heutigen Namen Apostolisches Vikariat Tripolis, womit Bischof Camillo Vittorino Facchinetti zum Apostolischen Vikar von Tripolis wurde. Dieses Amt bekleidete er bis zu seinem Tod am Christtag 1950.